# Просеков, Владимир Васильевич
Владимир Васильевич Просеков (25 мая 1957) — советский и казахстанский футболист, нападающий.
Начинал играть в поселке Долонь, Семипалатинская область, тренер А. Рахимов. Всю карьеру провёл в командах Казахской ССР из второй лиги. Играл за «Актюбинец» Актюбинск (1980), «Экибастузец» Экибастуз (1981—1982), «Энергетик» Кустанай (1984), «Трактор» Павлодар (1985—1991). В 1992 году сыграл 12 матчей, забил два гола в чемпионате Казахстана за «Экибастузец».
Рекордсмен «Трактора» по забитым мячам, пятикратный лучший бомбардир команды в сезоне. Вместе с клубом дважды побеждал в первенстве восьмой зоны (1988, 1989), обладатель Кубка Казахской ССР (1988).
Сын Василий (род. 1983) также футболист.